# A Beating Heart...
"A Beating Heart..." es el estreno de la serie de la serie de televisión estadounidense de drama criminal y misterio Dexter: Resurrección, secuela de Dexter y Dexter: New Blood. El episodio fue escrito por el creador de la serie Clyde Phillips y el productor ejecutivo Scott Reynolds, y dirigido por el productor ejecutivo Marcos Siega. Fue lanzado en Paramount+ with Showtime el 11 de julio de 2025, y se emitió en Showtime dos días después.
La serie se ambienta tras los sucesos de Dexter: New Blood y sigue a Dexter Morgan, quien se ha recuperado milagrosamente de una herida de bala casi mortal. Tras descubrir que su hijo Harrison ahora trabaja como botones de un hotel en Nueva York, emprende su búsqueda. Durante el episodio, su viejo amigo Angel Batista regresa para hablar con Dexter sobre asuntos pendientes.
El estreno de la serie recibió críticas en su mayoría positivas de los críticos, que elogiaron las actuaciones, el tono y la intriga, y muchos lo consideraron un debut prometedor para la serie.

## Argumento
Tras recibir un disparo de su hijo Harrison, Dexter Morgan es trasladado a un hospital de la Nación Seneca de Nueva York, donde los médicos logran reanimarlo, pero cae en coma. En coma, Dexter imagina conversaciones con Arthur Mitchell, Miguel Prado, Harry Morgan y James Doakes. Diez semanas después, Dexter finalmente despierta. El médico explica que las bajas temperaturas invernales del Lago Iron ralentizaron su hemorragia, lo que le permitió sobrevivir, y también le cuenta que Harrison no ha sido visto en semanas.
En Nueva York, Harrison trabaja ahora como botones en el Hotel Empire. A pesar de haberse ganado la confianza de sus compañeros, Harrison aún se siente atormentado por el recuerdo de haberle disparado a su propio padre. Harrison se da cuenta de que un huésped, Ryan Foster, se marcha con una mujer borracha llamada Shauna, a quien afirma ser su esposa. Sospechando que Ryan está a punto de violar a Shauna, Harrison interviene y se enzarza en una brutal pelea que termina con él golpeando a Ryan hasta la muerte con la tapa del inodoro.
Tras llevar a Shauna a su habitación, Harrison limpia la de Ryan y lleva el cuerpo a la cocina, donde lo desmembra en nueve pedazos y los mete en bolsas de basura, siguiendo las lecciones que le enseñó su padre. Los deja fuera del hotel, donde un camión de basura se los lleva. Sin embargo, al vaciar las bolsas a la mañana siguiente, los trabajadores encuentran fragmentos del cuerpo desmembrado de Ryan y llaman a las autoridades. Los detectives Melvin Oliva y Claudette Wallace acuden al lugar de los hechos, y Claudette logra encontrar los restos del cuerpo de Ryan para identificarlo. Visitan su habitación de hotel y la marcan como escena del crimen, lo cual, según observan, perturba a Harrison.
Mientras se recupera en fisioterapia, Dexter recibe la visita de Teddy Reed (David Magidoff) y cree que está a punto de ser arrestado. Sin embargo, Teddy le entrega un sobre, explicándole que Angela y Audrey se fueron de Iron Lake después del tiroteo y que ahora él es el sheriff interino. El sobre contiene una foto de Angela y su vieja amiga Iris, diciéndole a Dexter que estamos a mano por ayudar a resolver el asesinato de Iris. Angela encubrió a Dexter ante las autoridades, culpando a Kurt Caldwell de la muerte de su hijo y explicando que la muerte de Logan fue un acto de defensa propia, respaldada por el agujero de bala en la celda de Dexter.
Dexter recibe más tarde la visita de Ángel Batista. Cuando Ángel le pregunta por qué fingió su muerte, Dexter explica que la pérdida de Rita Bennett y Debra Morgan lo impulsó a llevarse el cuerpo de Debra en su bote y conducirlo hacia el huracán Laura, antes de empezar de cero. Ángel revela que Ángel lo contactó y afirmó que Dexter era el Carnicero de la Bahía Harbor, pero luego se retractó. Cuando Ángel menciona la creencia de María LaGuerta de que Dexter era el Carnicero, ambos coinciden en que no hay nada de cierto. Antes de irse, Ángel le dice a Dexter que anuló su certificado de defunción, por lo que ahora está legalmente vivo. Esto hace que Dexter sospeche que, después de todo, Ángel sospecha de él; las personas declaradas muertas no pueden ser procesadas.
Dexter se entera más tarde del asesinato de Ryan; investiga sus antecedentes, descubre que había sido absuelto de agresión sexual y se da cuenta de que Harrison era el asesino. Preocupado por que su hijo se convierta en sospechoso del asesinato, Dexter escapa de su habitación y roba el coche de un paciente recién fallecido. Mientras Dexter se detiene a comprar ropa, Angel descubre que Dexter ha desaparecido del hospital. 
Una mujer, Charley, acecha a un hombre hasta su casa. Cuando el hombre se va, ella usa un equipo para inspeccionar su habitación y finalmente encuentra las identificaciones de varias personas y dinero en efectivo. Se marcha después de reorganizarlo todo, llamando a alguien para decir: "Invitación entregada". Dexter llega a Nueva York y ve a Harrison en la entrada del Hotel Empire.

## Producción

### Desarrollo
El episodio fue escrito por el creador de la serie Clyde Phillips y el productor ejecutivo Scott Reynolds, y dirigido por el productor ejecutivo Marcos Siega.

### Guion
A Phillips le interesaba explorar la personalidad de Harrison tras los sucesos de New Blood: "Esta era su forma de afrontar algo malo y peligroso. Sabe que una de las reglas es matar para ayudar a los demás. Quizás fue una reacción exagerada, quizás hizo lo correcto. El público puede determinarlo, y Harrison y Dexter lo determinarán. Pero esto plantea una pregunta: ¿está esto en su ADN? Jack Alcott añadió: "Creo que ese es un verdadero don que Harrison recibe de Dexter. Ser una persona muy impulsiva y reactiva puede llevarlo a todo tipo de situaciones desagradables, y es la disciplina y la meticulosidad que recibió de su padre lo que realmente lo saca de esa situación en el hotel".
Michael C. Hall dijo que la conversación entre Dexter y Angel fue una de sus escenas favoritas de grabar, explicando: "Era tan rica y compleja. Hay tanta agua bajo el puente, y esta dinámica del gato y el ratón. Pero también fue tan agridulce, estos chicos que solían tener esta simple conexión, ahora todo está lleno de complicaciones y sospechas". David Zayas también ofreció otra perspectiva: "Este es un Angel diferente, con toda la información que tiene ahora, en particular el hecho de que Dexter está vivo. Es un nuevo caso que debe abordar fuera de su entorno, en un lugar nuevo, en Nueva York, donde no tiene autoridad como policía. Tiene que lidiar con el frío que viene de Miami. Hay tantos pequeños problemas que debe resolver, mientras intenta obtener justicia por todo lo que se ha perdido durante tantos años".

## Recepción
"A Beating Heart..." recibió críticas mayoritariamente positivas. Louis Peitzman, de Vulture le dio al episodio 4 estrellas sobre 5 y escribió: "Si te sirve de consuelo, considera que Resurrección es esencialmente una décima temporada rebautizada de la serie original. Aunque técnicamente es una serie nueva, comienza con un "anteriormente en" que resume la totalidad de New Blood, y el primer episodio está repleto de referencias a Dexter, incluyendo varias caras conocidas. Con el showrunner original, Clyde Phillips, de vuelta al volante, estamos en buenas manos".
Shawn Van Horn de Collider escribió: "El episodio termina con una misteriosa mujer irrumpiendo en un apartamento. [...] Dexter resucita, pero parece que su vida, junto con la de otros, está a punto de tomar una nueva dirección interesante". Matthew Wilkinson de Game Rant escribió: "Todo todavía se siente familiar de una manera positiva, y Dexter: Resurrección ha comenzado bien, con el mundo de los asesinos en serie haciendo un regreso enfático". Mads Misasi de Telltale TV escribió: "Si bien el episodio 1 de la temporada 1 de Dexter: Resurrección, "A Beating Heart..." se centra principalmente en los sueños de coma de Dexter, se agrega cierta profundidad con los fragmentos de Harrison".
Greg MacArthur de Screen Rant escribió: "Los dos primeros episodios de Dexter: Resurrección son una promesa increíble para la secuela de Dexter, combinando la nostalgia clásica de la serie con nuevas caras e historias. Si bien el cambio de ubicación a la ciudad de Nueva York puede haber parecido inicialmente arriesgado, ver a Dexter operar en la Gran Manzana es tan genial como Miami, y mucho mejor que el gélido Iron Lake".